# یواس‌اس چیف (ام‌سی‌ام-۱۴)
یواس‌اس چیف (ام‌سی‌ام-۱۴) (به انگلیسی: USS Chief (MCM-14)) یک کشتی است که طول آن ۲۲۵ فوت (۶۹ متر) می‌باشد. این کشتی در سال ۱۹۹۳ ساخته شد.